# Вяземский, Пётр Андреевич
Князь Пётр Андре́евич Вя́земский (12 [23] июля 1792, Москва — 10 [22] ноября 1878, Баден-Баден) — русский поэт, литературный критик, историк, переводчик, публицист, мемуарист и государственный деятель.
Сооснователь и первый председатель Русского исторического общества (1866—1878), действительный член Академии Российской (с 1839), по упразднении последней — ординарный член Петербургской академии наук (с 1841). Камергер (1831), тайный советник и сенатор (оба с 1855), гофмейстер (1861), обер-шенк (старший виночерпий) Двора Его Императорского Величества (28.10.1866).
Отец историка литературы и археографа Павла Вяземского. Близкий друг и постоянный корреспондент А. С. Пушкина.

## Биография

### Детство и юность

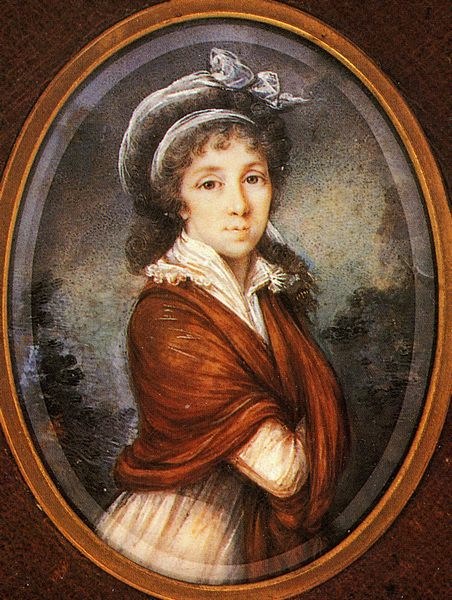
Мать поэта, Дженни О’Рейли, Евгения Ивановна Вяземская (1762—1802)

Происходил из древнего княжеского рода Вяземских; сын действительного тайного советника, нижегородского и пензенского наместника, князя Андрея Ивановича Вяземского (1754—1807) и Дженни О’Рейли (в 1-м браке Квин) позже известной под именем княгини Евгении Ивановны Вяземской (1762—1802).
Родился в Москве 12 (23) июля 1792 года, спустя 7 дней, 19 июля был крещён в церкви Антипия на Колымажном дворе при восприемстве князя А. П. Оболенского и княгини Е. А. Оболенской. Его родители познакомились, когда князь Андрей совершал гран-тур по Европе; но Дженни Квин была в то время замужем за офицером французской армии, и ей потребовался развод. Отец и мать А. И. Вяземского были категорически против такого брака, но он был непреклонен и женился на избраннице.

В 1828 году Вяземский обратился с просьбой к А. И. Тургеневу: «Сделай одолжение, отыщи родственников моих в Ирландии; моя мать была на фамилии O’Reilly. Она прежде была замужем за французом и развелась с ним, чтобы выйти замуж за моего отца, который тогда путешествовал, сошлись они, кажется, во Франции, и едва ли не в Бордо…»

В честь рождения Петра А. И. Вяземский 9 августа 1792 года приобрёл за 26 тысяч рублей подмосковное село Остафьево, где в 1800—1807 гг. был выстроен двухэтажный усадебный дом (ныне музей «Русский Парнас»). Имение Вяземских стало одним из средоточий культурной жизни России начала XIX века.

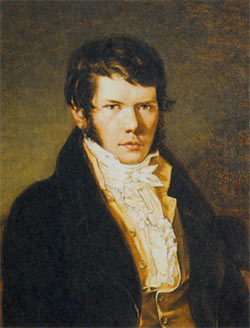
Молодой Вяземский

В ранней молодости Пётр Вяземский остался единственным наследником большого состояния и занял блестящее положение в высших кругах столичного дворянства. Его единокровная сестра, побочная дочь А. И. Вяземского Екатерина (носившая фамилию Колыванова) в 1804 году стала второй женой Н. М. Карамзина, благодаря чему Пётр с ранних лет вошёл в среду московских литераторов карамзинского круга. После смерти А. И. Вяземского Карамзин был назначен опекуном юного князя, который в одном из своих стихотворений назвал его «вторым отцом».
Пётр Вяземский получил прекрасное домашнее образование, в 1805—1806 гг. учился в Петербургском иезуитском пансионе и пансионе при Педагогическом институте (однако Курганович в Записке 75-летия С.-Петербургской второй гимназии указывает, что князь Пётр Вяземский учился во второй петербургской гимназии).
В 1805 году он поступил на службу в Межевую канцелярию юнкером. Рано начал пробовать себя в литературе: его первое известное произведение — франкоязычная трагедия «Эльмира и Фанор» (1802), первое опубликованное стихотворение (под криптонимом К. П. В..ий) — «Послание к … в деревню» («Вестник Европы», 1808). Регулярно публиковаться начал с 1809 года, впервые опубликовался под своим именем в 1814 году, широкую известность в России как поэт приобрёл в 1818—1819 гг. В раннем творчестве испытал мощное влияние со стороны ведущих русских поэтов конца XVIII — начала XIX вв. — Гаврилы Державина, Ивана Дмитриева, Василия Жуковского, а также французской «лёгкой поэзии». Тем не менее достаточно быстро выработал собственную манеру, которая поражала современников «Вольтеровой остротой и силой» (А. Ф. Воейков) и одновременно вызывала ассоциации с «живой и остроумной девчонкой» (Константин Батюшков).
Во время Отечественной войны 1812 года вступил в казачий полк, созданный М. Дмитриевым-Мамоновым, был адъютантом генерала Милорадовича, принимал участие в Бородинском сражении в чине поручика, где под ним была ранена одна и убита другая лошадь. На поле боя спас раненого генерала А. Н. Бахметева, за что получил орден Святого Владимира 4-й степени с бантом. Вероятно, рассказы Вяземского об участии в Бородинской битве были использованы Львом Толстым во время создания «Войны и мира» (в 1856—1858 годах Вяземский и Толстой часто встречались и беседовали).
В 1813—1817 гг. Вяземский — один из самых перспективных молодых поэтов России. Он активно выступает в самых разных жанрах — от эпиграммы и дружеского послания до басни и сатирических куплетов, вступает в литературное общество «Арзамас», заводит множество дружеских связей в литературных кругах, находится в постоянном личном и творческом контакте с Жуковским, Батюшковым и Василием Пушкиным.

### Варшавский период
В 1817 году друзья выхлопотали Вяземскому служебный перевод в Варшаву в качестве переводчика при императорском комиссаре в Царстве Польском. Там князь присутствовал при открытии первого сейма, переводил речь Александра I, известную своими либеральными обещаниями, и участвовал в составлении Н. Н. Новосильцевым «Государственной уставной грамоты Российской империи». Осуществлял перевод на русский язык франкоязычного проекта конституции П. И. Пешар-Дешана, его редактуру и общую доработку. На первых порах его деятельность ценилась высоко: 28 марта 1819 года Вяземский получил чин надворного советника, а уже 19 октября того же года — равный полковнику чин коллежского советника, между тем как обычный срок чинопроизводства составлял шесть лет. Неоднократно лично встречался с императором Александром I и обсуждал с ним вопросы, связанные с будущей конституцией.
Либеральная атмосфера Варшавы того времени была воспринята легко увлекающимся Вяземским особенно горячо, тем более, что сам он, как представитель когда-то влиятельного древнего рода, восходящего к Рюрику, тяготился деспотизмом самодержавия, возвышением новоиспечённой аристократии и изолированным положением, в котором находилось старинное родовитое дворянство. В 1818 г. в Варшаве вступил в масонскую ложу Северного Щита, но активного участия в её деятельности не принимал. Почетный член Московского университета (с 1818 г.).
Его переживания этого периода близко совпали с назревшим настроением декабристов. В 1820 году вступил в Общество добрых помещиков и подписал записку об освобождении крестьян, поданную императору графом М. С. Воронцовым. Однако отказ Александра I от идеи проведения масштабных реформ разочаровал Вяземского. Свои убеждения он демонстративно высказывал в получивших широкую известность стихах («Петербург», «Негодование», «К Кораблю»), частных письмах и беседах. В результате Вяземский был отстранён от службы: 10 апреля 1821 г., когда он находился в отпуске в России, ему запретили возвращаться в Польшу. Оскорблённый князь подал в отставку, отказавшись в том числе и от придворного звания камер-юнкера. Александр I высказал ему неудовольствие, но отставка была принята.

### 1820-е годы

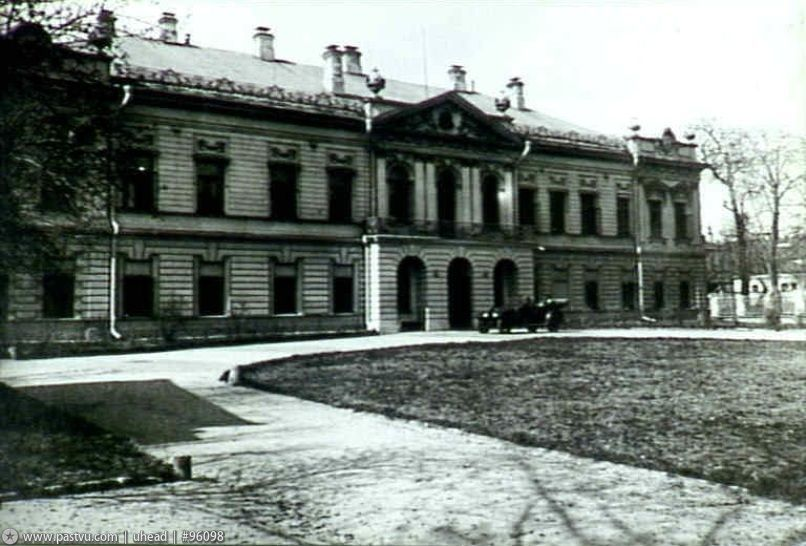
Усадьба на Волхонке, проданная Вяземским в 1812 году.

В 1821—1828 гг. Вяземский находился в опале, под тайным надзором, и жил преимущественно в Москве («терем казарменного типа» в Вознесенском переулке, принадлежавший ему в 1821—1844 гг.) и подмосковном имении Остафьево. С конца 1827 года и до осени 1829 года, с перерывами, Вяземский находился в имении родителей жены, селе Мещерском Сердобского уезда Саратовской губернии, ныне Сердобского района Пензенской области. Неоднократно бывал в Пензе, где получал письма от А. С. Пушкина, Д. В. Давыдова. Не будучи сторонником декабристов, воспринял разгром восстания 14 декабря 1825 г. как личную трагедию и резко осудил казнь пятерых участников восстания, трех из которых знал лично. В 1831 г. также осудил Жуковского и Пушкина, опубликовавших оды на разгром Польского восстания 1830—1831 гг. Однако в дальнейшем пересмотрел многие свои оценки: в старости отзывался о декабристах без всякого сочувствия, в 1863 г. в связи с Польским восстанием 1863—1864 гг. опубликовал резкую антипольскую брошюру.
В творчестве Вяземского 1820-х поэзия заметно отошла на второй план — он увлекся журналистикой, работал в популярнейшем русском журнале «Московский Телеграф», выступал с острыми критическими статьями и рецензиями, перевел на русский язык роман Бенжамена Констана «Адольф» и «Крымские сонеты» своего близкого друга Адама Мицкевича, планировал написать роман. Именно тогда имя Вяземского входило в первую пятерку популярнейших поэтов России, его неоднократно называли «остроумнейшим русским писателем», его стихотворения становятся народными песнями («Тройка мчится, тройка скачет…»), цитаты — пословицами («И жить торопится, и чувствовать спешит», «квасной патриотизм», «Дедушка Крылов»).
К 1820-м гг. относится начало дружбы Вяземского с Александром Пушкиным. Они познакомились в Царском Селе в 1816 г. и поддерживали близкие отношения до самой смерти Пушкина (хотя в последние годы несколько отдалились и виделись реже, чем прежде). Пушкин высоко ценил творчество Вяземского, особенно его журнальную прозу, одобрял и поддерживал все его начинания, посвятил ему несколько стихотворений и третье издание поэмы «Бахчисарайский фонтан», неоднократно ставил эпиграфами к своим произведениям цитаты из Вяземского («Евгений Онегин», «Станционный смотритель»; только из-за ссоры с Федором Толстым Пушкин снял эпиграф из Вяземского к «Кавказскому пленнику»), неоднократно цитировал Вяземского в своем творчестве, ввел его как действующее лицо в «Евгения Онегина». По свидетельству Е. Ф. Розена, Пушкин ввел негласный запрет на критику Вяземского в своем присутствии.
В свою очередь Вяземский с восхищением отзывался о творчестве Пушкина, посвятил ему свой перевод романа «Адольф» (1831), выступил издателем поэмы «Бахчисарайский фонтан», испытал сильное и благотворное влияние пушкинской стилистики (некоторые стихи Вяземского — например, «Водопад» (1825) и «Казалось мне: теперь служить могу…» (1828) — были выправлены Пушкиным лично). Однако значение фигуры Пушкина для русской культуры Вяземским вряд ли осознавалось. Так, рассуждая в старости на тему русских гениев, Вяземский пришёл к выводу, что таковых было всего трое — Пётр I, Ломоносов и Суворов, Пушкин же — «высокое, оригинальное дарование», не более.
Журналистская деятельность князя и его независимая позиция вызывала неудовольствие правительства. В 1827 г. против Вяземского была развернута настоящая кампания травли — его обвиняли в «развратном поведении» и дурном влиянии на молодежь. На протяжении 1828-29 гг. князь пытался защитить своё честное имя, обратился к Николаю I с «Запиской о князе Вяземском, им самим составленной», в котором откровенно объяснял свою позицию, и одно время даже собирался эмигрировать. Но в итоге Вяземский всё-таки вынужден был оставить «Московский телеграф», просить прощения у императора и после этого был принят на службу чиновником особых поручений при министре финансов. В связи с поступлением на службу в апреле 1830 г. переехал из Москвы в Петербург, а в апреле 1832 г. перевез в столицу семью.

### 1830-е годы

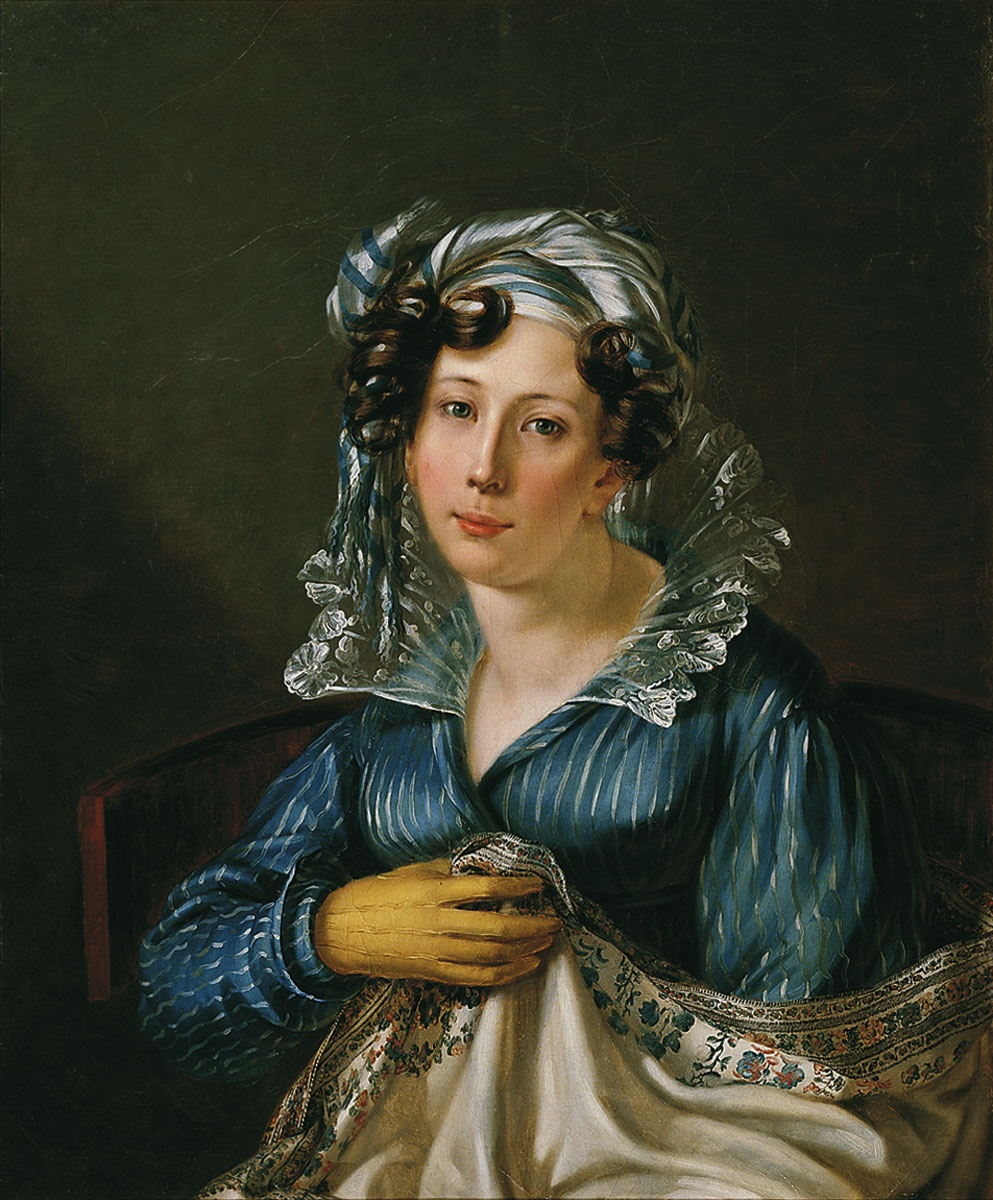
Вера Фёдоровна, жена

Дальнейшая служба Вяземского также была связана с Министерством финансов: вице-директор департамента внешней торговли (1833—1846), управляющий Государственного заёмного банка (1846—1853), член совета при министре финансов (1853—1855). Князь постепенно рос в чинах: статский советник (1833), действительный статский советник (1839), получал награды — орден Святой Анны 2-й степени с короной (1837), орден Святого Станислава 1-й степени (1848), неоднократно награждался денежными выплатами и арендой. Впрочем, сам он относился к своей службе с иронией, граничащей с отвращением, и считал себя совершенно неспособным к финансовой деятельности. Временами продолжал вести себя вызывающе: так, c 1831 г. имея придворное звание камергера, в 1838—1849 гг. князь демонстративно не появлялся на придворных церемониях в Зимнем дворце.
Тем не менее служебная деятельность Вяземского в Министерстве финансов была весьма плодотворной: он написал несколько статей экономического характера, участвовал в разработке русско-английского договора 1843 г., основал библиотеку департамента внешней торговли и многократно управлял департаментом в отсутствие директора, был организатором Второй Всероссийской промышленно-художественной выставки (Москва, 1831). Фактически на протяжении 13 лет внешняя торговая политика России находилась в ведении Вяземского, и не возглавил департамент он по чисто формальной причине: так как в структуру ведомства входил Корпус пограничной стражи, директором департамента мог быть только военный.
В 1830-х годах для Вяземского начинается полоса личных трагедий: смерти детей, многочисленных друзей, среди которых особое положение занимал Пушкин. Под влиянием этих трагедий творчество поэта становится все более меланхоличным на грани мрачности, в нём преобладают стихи-воспоминания, в начале 1840-х начинают встречаться религиозные мотивы. Тогда же приходит официальное признание его литературных заслуг — членство в Российской Академии (2 декабря 1839 г.) и Санкт-Петербургской Императорской Академии наук (19 октября 1841 г.)
От активной литературной деятельности Вяземский постепенно отходит. В 1831, 1833 и 1836 гг. он ещё планировал издавать собственные журналы и альманахи, активно участвовал в пушкинском журнале «Современник» (ещё в 1827 г. Вяземский придумал название журнала и разработал его концепцию, которую сообщил Пушкину), но со смертью Пушкина активность князя в качестве критика и журналиста практически сошла на нет.

### 1840-е и первая половина 1850-х годов
Параллельно с внутренней эволюцией от либерализма и свободомыслия к консерватизму и глубокой религиозности Вяземский постепенно переставал восприниматься как модный и актуальный писатель, новому поколению читателей его творчество кажется уже устаревшим, критики, в их числе Виссарион Белинский, отзываются о нём с пренебрежением, а порой и с откровенной издёвкой. Из критических работ Вяземского этой поры большой резонанс имели «Языков. — Гоголь» и «Взгляд на литературу нашу в десятилетие после смерти Пушкина» (обе — 1847), в которых он подверг новое поколение русской литературы резкому осуждению. Из писателей в это время ему наиболее близки Василий Жуковский, Николай Гоголь, Фёдор Тютчев, Петр Плетнёв. Во время зарубежных путешествий 1835 и 1838—1839 годов Вяземский свёл приятельство также с многими европейскими писателями; наиболее близкие отношения у него возникли со Стендалем, творчество которого князь высоко ценил, также дружил с Адамом Мицкевичем, Шарлем де Сент-Бёвом, неоднократно общался с Шатобрианом, Ламартином, Гюго, Альфредом де Мюссе, Алессандро Мандзони. Начиная с 1840-х годов Вяземский активно пропагандировал за рубежом русскую литературу и добился в этом заметных успехов.
В 1848 году свет увидела написанная Вяземским ещё в 1827—1830 годах биография русского драматурга Дениса Фонвизина — первая русская биография писателя. Она ещё в рукописи получила восторженную оценку Пушкина («книга едва ли не самая замечательная с тех пор, как пишут у нас книги»). Однако, пролежав в рукописи 18 лет, биография опоздала к читателю, к тому же была издана крохотным тиражом 600 экземпляров.
В марте 1848 года Вяземский попытался обратить на себя внимание Николая I запиской о цензуре, где предлагал коренным образом реформировать русскую цензуру и доверить руководство ею честному и образованному человеку. По следам этой записки в России был создан так называемый Бутурлинский комитет, однако на служебном положении самого князя это никак не отразилось. В 1850 году, после смерти седьмого ребёнка — 36-летней дочери Марии, он предпринял паломничество в Иерусалим ко Гробу Господню, а с начала 1850-х годов лечился от тяжёлого приступа нервной болезни в Европе.
На Крымскую войну Пётр Андреевич отреагировал циклом ярких патриотических стихотворений, которые широко публиковались в России и были переведены на несколько европейских языков, и написанной по-французски книгой политической публицистики «Письма русского ветерана 1812 года о Восточном вопросе, опубликованные князем Остафьевским» (1854—55), которая была издана в Бельгии, Швейцарии и Пруссии (русский перевод сделан в 1883 году Петром Бартеневым).

### Вторая половина 1850-х — 1870-е годы

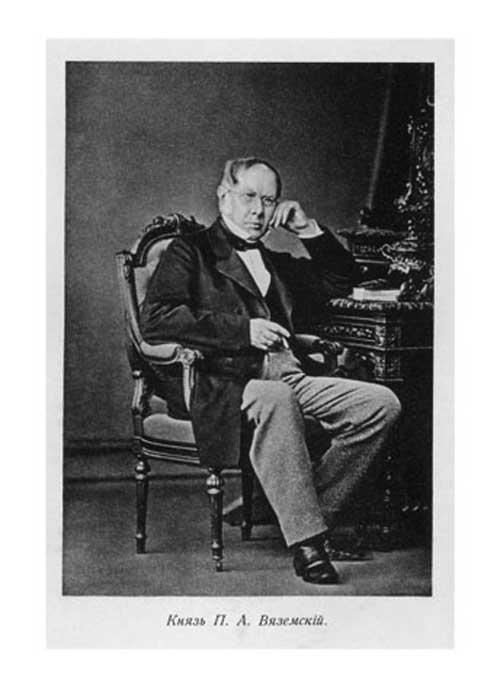
Князь Вяземский в преклонном возрасте.

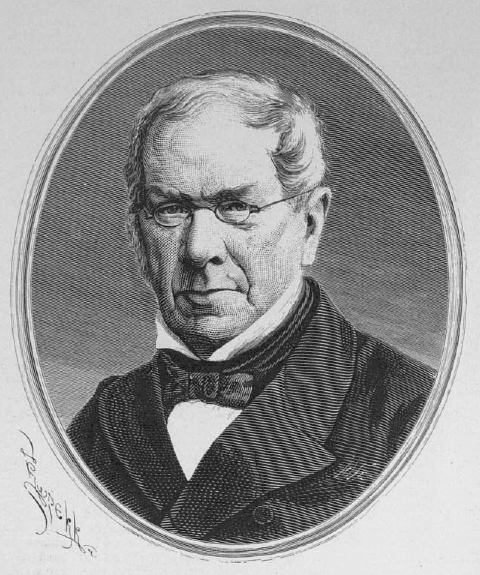
Князь П. А. Вяземский. Гравюра Ю. Барановского с дрезденской фотографии.

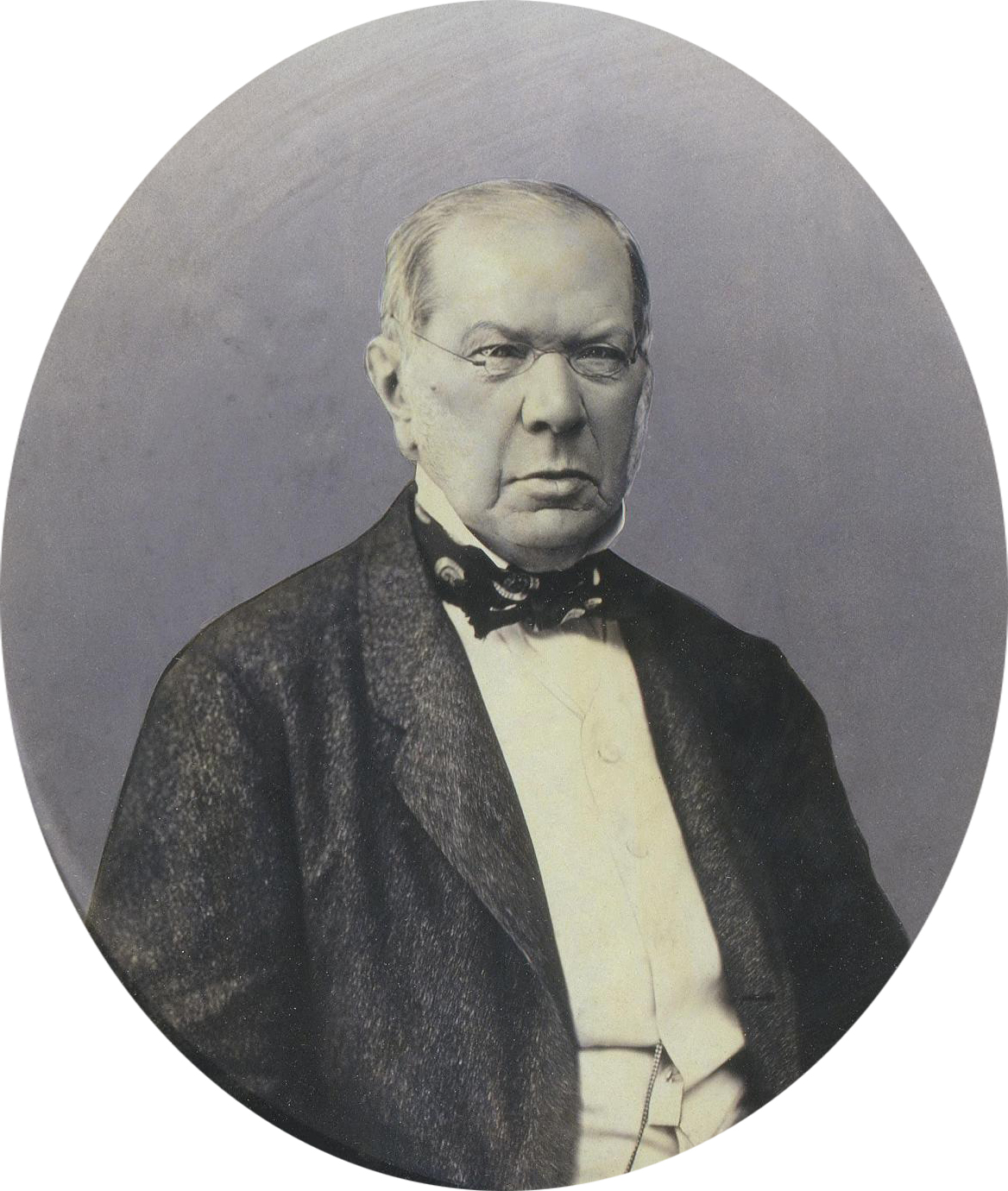
П. А. Вяземский, 1865 год

После воцарения Александра II, который всегда относился к князю с большим уважением и симпатией, Вяземский 22 июня 1855 г. вернулся из Швейцарии в Россию и получил пост товарища министра народного просвещения при министре Аврааме Норове, а в период декабрь 1856 — март 1858, одновременно возглавлял Главное управление цензуры, руководил подготовкой цензурной реформы. В конце 1850-х гг. он пользовался немалым влиянием при дворе, был одним из любимых приближенных императрицы Марии Александровны, посвятил немало стихотворений ей и другим членам правящего дома (в том числе в 1868 г. написал стихи на рождение будущего императора Николая II). 30 августа 1855 г. стал тайным советником, 25 декабря 1855 г. — сенатором, 3 марта 1861 г. — гофмейстером Двора Его Императорского Величества, 28 октября 1866 г. — членом Государственного совета и обер-шенком Двора Его Императорского Величества. В 1861 г. в Петербурге было торжественно отпраздновано 50-летие литературной деятельности поэта.
Активная служебная деятельность Вяземского завершилась в марте 1858 года, когда он покинул Главное управление цензуры, заявив, что предпочитает бороться с цензурой как писатель, а не как её начальник. Деятельность князя на посту главы русской цензуры вызывала полярные оценки — от литераторов старшего поколения он слышал похвалы, от «революционных демократов», в том числе Александра Герцена — грубую ругань в свой адрес. Вяземский сохранил влияние при дворе, а в 1869 году был назначен состоящим при Особе Её Императорского величества государыни императрицы Марии Александровны, в этой почётной должности он пребывал до конца жизни.
Ещё в конце 1810-х гг. Вяземский начал страдать нервной болезнью, со временем усугубившейся (современный исследователь Л. А. Юферев ставит князю диагноз «рекуррентное депрессивное расстройство»). Болезнь сопровождалась тяжелыми приступами депрессии и мучительной бессонницей, от которой Вяземский безуспешно лечился с помощью хлоралгидрата; эти образы стали одними из главных в поздней лирике поэта. С конца 1850-х гг. преимущественно жил в Европе (Германия, Австрия, Италия, Франция, Швейцария). Посвятил множество стихотворений европейским городам — Венеции, Берлину, Виченце, Вероне, Женеве, Флоренции, Дрездену, Праге, Карлсбаду (где встретился с Франтишеком Моравским), Ницце, Веве и т. д. Регулярно бывал и в России, главным образом в Москве, Петербурге и его дворцовых пригородах. В 1866 г. стал основателем и первым председателем Русского исторического общества (переизбран председателем 22 марта 1871 г.) В июле-августе 1867 г. в свите императрицы совершил большое путешествие по Крыму и Молдавии, после чего написал большой цикл стихотворений «Крымские фотографии 1867 года». Регулярно публиковал в журнале «Русский Архив» выдержки из своих записных книжек, которые с перерывами вел с 1810-х гг., и мемуарные статьи, в том числе резко полемическую «Воспоминание о 1812 годе», направленную против искажения истории в «Войне и мире» Льва Толстого. О русской литературе 1850—1870-х годов Вяземский отзывался по преимуществу отрицательно — так, его возмущали произведения Александра Островского и Николая Некрасова. С оговорками он принимал творчество Ивана Тургенева, Алексея Писемского, Ивана Гончарова, Алексея Толстого, Аполлона Майкова.
На протяжении 1850—1870-х гг. Вяземский продолжал писать многочисленные стихи в разных жанрах: от политического памфлета и эпиграммы до стихов-посвящений умершим друзьям и придворных од. В начале октября 1862 г. в Москве тиражом 1186 экземпляров вышел первый и единственный прижизненный сборник Вяземского «В дороге и дома», включавший 289 стихотворений и имевший очень скромный успех: за два года было продано около 500 книг. В 1850—1860-х годах активно публиковался в российской прессе, начиная с 1870-х годов практически перестал печататься. В поздней лирике развивал ранние темы и мотивы собственной поэзии, пытался модернизировать эстетику классической русской поэзии XIX в., приспособить её к требованиям нового времени. Начиная с 1850-х гг. испытывал влияние со стороны одного из своих ближайших младших друзей — Федора Ивановича Тютчева; поэты посвятили друг другу ряд стихотворений.
Тем не менее современники не оценили позднее творчество Вяземского — его стихи стали предметом многочисленных пародий (в их числе Василия Курочкина и Дмитрия Минаева), насмешек и воспринимались многими как безнадежно архаичные. Последняя большая публикация Вяземского в России (20 стихотворений) состоялась в апреле 1874 г.

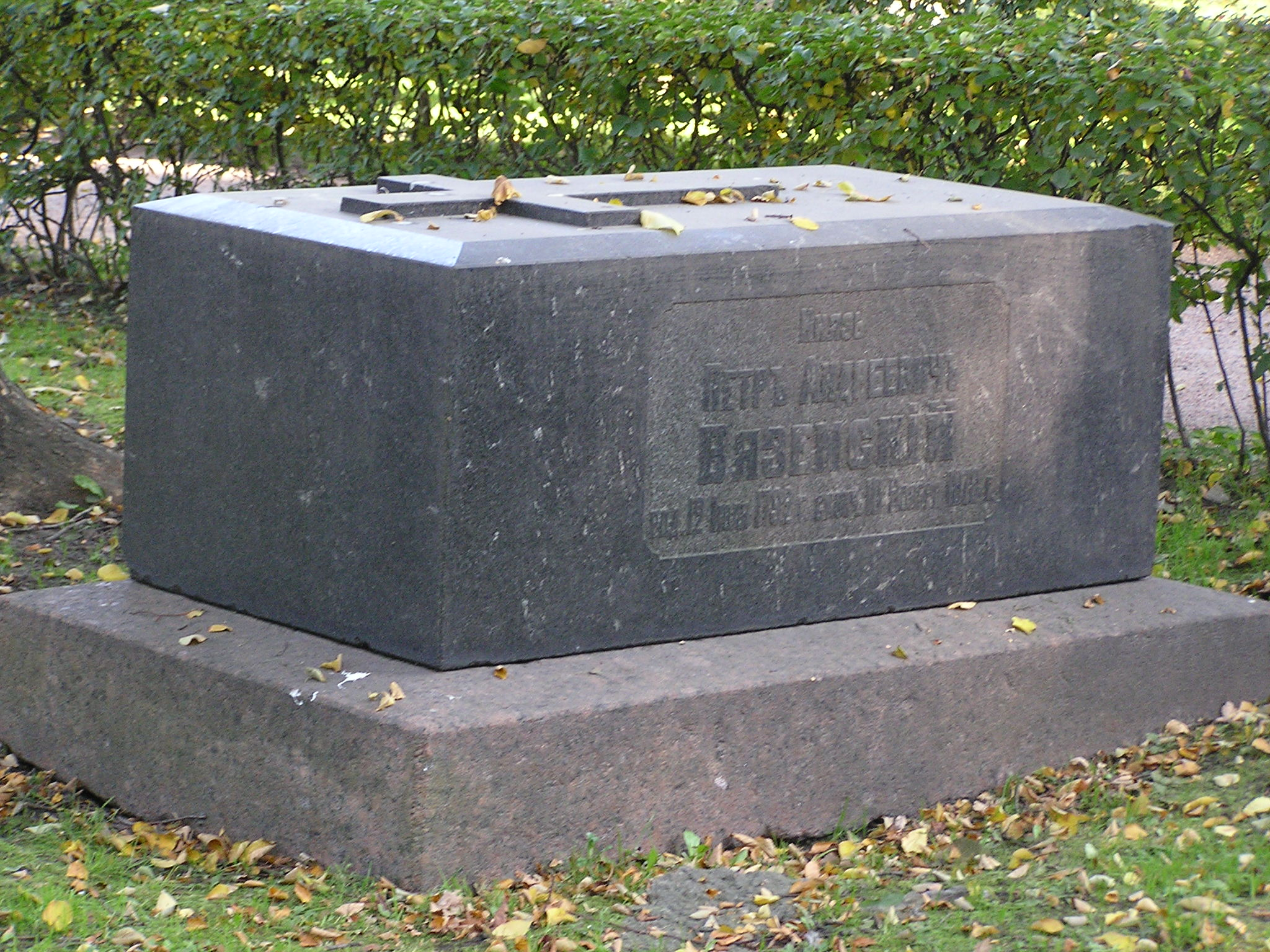
Надгробие на Тихвинском кладбище Александро-Невской лавры

С 1873 г. преимущественно жил на водах в Бад-Хомбурге, где работал над подготовкой 12-томного Полного собрания сочинений и «постскриптумами» к старым статьям. Физическое и психическое состояние старого князя постепенно ухудшалось. 10 ноября 1878 г. он скончался на 87-м году жизни «от старческой слабости» в отеле «Beausejour» одного из своих любимых европейских курортов — Баден-Баден, которому князь посвятил множество стихотворений, в том числе «Уж если умереть мне на чужбине, так лучше здесь, в виду родных могил…» (в этом же городе скончались 2 его близких друга, дочь, внук, а впоследствии и жена). Тело покойного перевезли в Россию. 13 ноября 1878 г., после панихиды в петербургском Казанском соборе, Вяземский был похоронен в Александро-Невской лавре на Тихвинском кладбище. На погребении присутствовали немногочисленные представители столичной интеллигенции — Тертий Филиппов, Григорий Данилевский, Яков Грот, Михаил Сухомлинов. Смерть поэта прошла на родине практически незамеченной.
Сын поэта, Павел Петрович Вяземский (1820—1888), стал известным историком, внук, Петр Павлович (1854—1931), участвовал в русско-турецкой войне 1877-78 гг., дослужился до чина генерал-майора, впоследствии эмигрировал, умер в Ментоне. На нём эта ветвь рода князей Вяземских угасла. Внучка поэта графиня Екатерина Павловна Шереметева (1849—1929) — фрейлина, благотворительница, историк; правнук, граф Павел Сергеевич Шереметев (1871—1943) — хранитель Остафьевского музея после революции.

## Литературная деятельность
Литературная деятельность для Вяземского была лишь занятием дилетанта, а не насущным трудом. Несмотря на это, трудно найти человека, более преданного литературным интересам, тщательнее следившего за жизнью русской литературы. Вяземский был связан личными дружескими отношениями с большей частью писателей, принадлежавших к тому же высшему дворянскому слою общества: Карамзин, Дмитриев, К. Н. Батюшков, В. А. Жуковский, Пушкин и Баратынский — его ближайшие друзья (так как Карамзин был женат на внебрачной дочери его отца Е. А. Колывановой, Вяземский с юности был своим человеком в его доме и быстро познакомился со всей литературной Москвой). Он принимал горячее участие в борьбе «Арзамаса» (где его прозвищем было Асмодей) против «Беседы», в начале 1820-х гг. выступил в защиту романтизма и был толкователем ранних поэм Пушкина.

### Поэзия
Как поэт Вяземский может быть назван представителем так называемого «светского стиля» в русской поэзии. Воспитанный на французской литературе XVII и XVIII веков, он оставался всю жизнь под сильным влиянием французского классицизма, хотя и выступал в 1820-х гг. защитником романтизма:

Нет ничего менее романтического, чем его ранние стихи: это или изящные, отделанные и холодные упражнения в поэтических общих местах, или блестящие опыты во всякого рода литературных играх со словом, где каламбур рождает каламбур, шутка — шутку, нагромождая целые горы словесного юмора.— Д. С. Мирский
Стиль его многочисленных посланий, стихов «на случай», эпиграмм, мадригалов, куплетов для пения и т. п. свидетельствует об их близкой связи с теми же жанрами во французской «лёгкой поэзии» конца XVIII века. Отличаясь умом, находчивостью и остроумием, Вяземский сосредоточивал всё своё внимание, как в поэзии, так и в прозе, на заострённой мысли, на блестящей игре словами. Д. С. Мирский считает его поздние стихи более значительными, чем ранние.

В поэтической деятельности Вяземского можно различать несколько периодов. Первый успех Вяземскому принесли эпиграммы, осмеивающие литературных ретроградов. Наряду с сатирическими произведениями, баснями, эпиграммами, осмеивавшие как отдельных лиц, так и общие пороки и свойства людей (например «Да как бы не так», 1822, цикл эпиграмм на Шаликова, Шаховского и другие) в первый период в его творчестве значительное место занимает эпикурейская поэзия. Поэтому можно утверждать, что Вяземский вступил в литературу певцом наслаждения жизнью, счастливой любви, беспечного бытия в кругу близких, понимающих друзей (например, его «Послание к халату», 1817). В печати же он дебютировал стихотворным «Посланием Жуковскому в деревню» и критическими статьями (1808). 

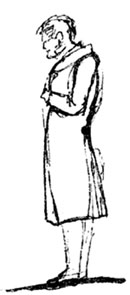
Князь Вяземский на рисунке Пушкина

Годы политического либерализма вдохновили его на «свободолюбивые» стихотворения. Лучшие из них: «Петербург» (1818), заканчивающийся воззванием к царю дать конституцию России и уничтожить крепостное право, и «Негодование» (1820), грозящее местью деспотам за угнетение народа. Эти стихотворения отражали настроения известной части дворянства накануне декабрьского восстания и по содержанию были близки пушкинским («Деревне» и «Вольности»). В эти же годы политических надежд и разочарований Вяземский пережил увлечение поэзией Байрона, наложившей отпечаток на некоторые его произведения (например, «Уныние», 1849).
Стихотворения второй половины жизни Вяземского, в поэтическом отношении очень продуктивной, отличаются значительно большим вниманием к художественной форме — результат влияния поэзии Пушкина. По настроению они полны грустного лиризма, а иногда свидетельствуют о тяжёлой меланхолии и пессимизме автора. Пережив всех близких ему людей, дотянув до эпохи разложения дворянства, наблюдая быстрый рост буржуазии и выступление на общественную сцену ненавистной ему демократической интеллигенции, Вяземский чувствовал себя одиноким и чужим всему, что окружало его в последние десятилетия жизни. В стихах он иногда издевался над враждебной ему современностью, но чаще уходил в далёкие воспоминания о прошлом или с тоской изображал своё безотрадное существование.

### Критика
Особенно развернул он своё полемическое дарование на страницах «Московского телеграфа» Полевого. Однако, разойдясь с идеологическим направлением этого журнала, он перешёл в 1830 году в «Литературную газету» Дельвига и позднее в «Современник» Пушкина. Вместе со своими друзьями — редакторами этих органов — он выступил на защиту «литературной аристократии» против нападок Булгарина, Греча и того же Полевого. В журнальных спорах 1820-х годов Вяземский отстаивал допустимость использования галлицизмов.
Не удовлетворяясь журнальной деятельностью, Вяземский попробовал свои силы в серьёзной историко-литературной работе, результатом чего явилась до сих пор не потерявшая значения книга о Фонвизине (написана — 1830, напечатана — 1848). В этой книге, как и в предшествовавших ей работах об Озерове и Дмитриеве, Вяземский противопоставил формально-эстетическому разбору творчества писателя его историко-культурное и биографическое изучение. Это было первое применение в России методов, выработанных европейской критикой (мадам де Сталь, Шлегель и др.).
После смерти Пушкина Вяземский почти прекратил журнальную деятельность, относясь с глубоким презрением к новым демократическим течениям в художественной литературе и критике. Особенно вызывали его негодование Белинский и его школа. В старости Вяземский пытался иногда выступать с ярыми патриотическими статьями («Письма русского ветерана», 1865), но чаще уходил от неприятной современности к «образам прошлого». В своей «Старой записной книжке» он собрал интересные клочки воспоминаний, относящихся к лицам и событиям высшего светского круга конца XVIII и начала XIX века, а также оставил ряд небольших статей-монографий, посвящённых наиболее дорогим для него умершим людям.
«Старая записная книжка» Вяземского — объёмная хроника русской и зарубежной жизни — была после его смерти опубликована в 3 томах и вновь переиздана в России в 2003 году.

## Оценка потомками
Несмотря на огромный вклад, внесённый Вяземским в развитие русской литературы XIX века, а во многом и уникальность его фигуры (Вяземский — единственный пример того, когда поэт, прошедший 70-летний творческий путь, издал одну-единственную книгу стихов, причём в 70-летнем возрасте), он долгое время не рассматривался в качестве самостоятельного и крупного явления. Уже в 1840-х годах его поэзия перестала восприниматься критикой как актуальная, а в конце XIX века Вяземский был практически забыт. Тем не менее именно в то время (1878—1896) тиражом 650 экземпляров было издано первое и на данный момент последнее Полное собрание сочинений Вяземского в формате 12 томов. С формальной точки зрения, полным оно не является, так как не включает в себя переписку поэта, некоторые его статьи и стихи. Многие произведения в собрании опубликованы в урезанном цензурой виде.

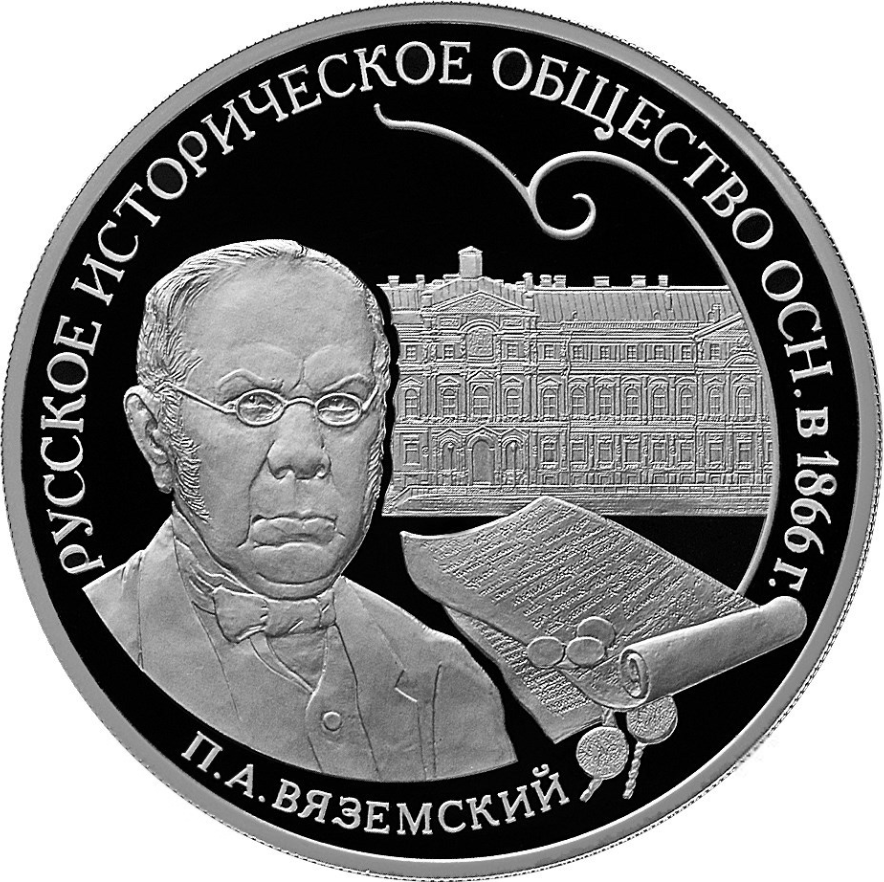
Памятная монета Банка России

Большой вклад в «открытие» Вяземского внесли в 1920-х годах советские литературоведы Лидия Гинзбург и Вера Нечаева. Однако во времена СССР Вяземский воспринимался не более чем «поэт пушкинской поры» или «пушкинского круга». На первый план выдвигались ранние годы творчества поэта, всячески подчеркивались его «революционность», «богоборчество» и дружба с декабристами, в то время как поздние годы рассматривались как малоценные в силу своей «реакционности». Официальные и религиозные стихи Вяземского не переиздавались, записные книжки полностью не изданы до сих пор.
Первая посвящённая Вяземскому книга была издана в 1961 году в Вене — докторская диссертация австрийского слависта Гюнтера Вытженса (на русский язык не переведена до сих пор). Это достаточно объективная попытка рассмотреть все стороны творчества Вяземского. В 1964 году в Милане вышла книга видного итальянского слависта Нины Каухчишвили «Италия в жизни и творчестве П. А. Вяземского», до сих пор являющаяся самым полным исследованием итальянского периода в жизни поэта. В 1969 году в Ленинграде была издана монография Максима Гиллельсона «П. А. Вяземский. Жизнь и творчество» — первая в СССР попытка рассмотреть Вяземского как самостоятельную фигуру. К достоинствам книги относилась солидная научная база, к недостаткам — слабое внимание автора к последним тридцати годам жизни своего героя (в книге им посвящена одна небольшая глава) и уже традиционное бичевание «позднего» Вяземского за «реакционность» и «монархизм».
Начиная с 1980-х годов восприятие Вяземского в истории русской литературы меняется. Он начинает рассматриваться как крупный самодостаточный поэт, оказавший мощное влияние как на свою эпоху, так и на последующие периоды русской литературы (так, Иосиф Бродский называл Вяземского одним из своих главных учителей). Конец ХХ — начало XXI века ознаменовалось выходом нескольких книг о Вяземском в России — В. Г. Перельмутера, Д. П. Ивинского, П. В. Акульшина. В 2004 году в серии «Жизнь замечательных людей» вышла первая полная биография Вяземского, написанная Вячеславом Бондаренко (издание 2-е, дополненное — 2014 г.). Основанная на материалах Российского государственного архива литературы и искусства, она получила положительные отзывы критики и на данный момент является наиболее полным жизнеописанием поэта. В отличие от предыдущих исследований, в книге уделено должное внимание позднему периоду творчества Вяземского.
Крупнейший фонд князей Вяземских, созданный на основе документов знаменитого Остафьевского архива, хранится в РГАЛИ. Фонд содержит памятники истории и культуры, собранные тремя поколениями князей Вяземских. В советские годы из фонда извлекались документы, а сам он неоднократно перемещался, пока в 1941 году не поступил в РГАЛИ. В фонде хранится 7136 ценных документов и материалов, собранных в 1545—1933 гг.
Тем не менее многие аспекты творчества Вяземского остаются недостаточно изученными по сей день, а некоторое количество его стихотворений, статей и большая часть переписки никогда не публиковались.

## Награды
Российские:

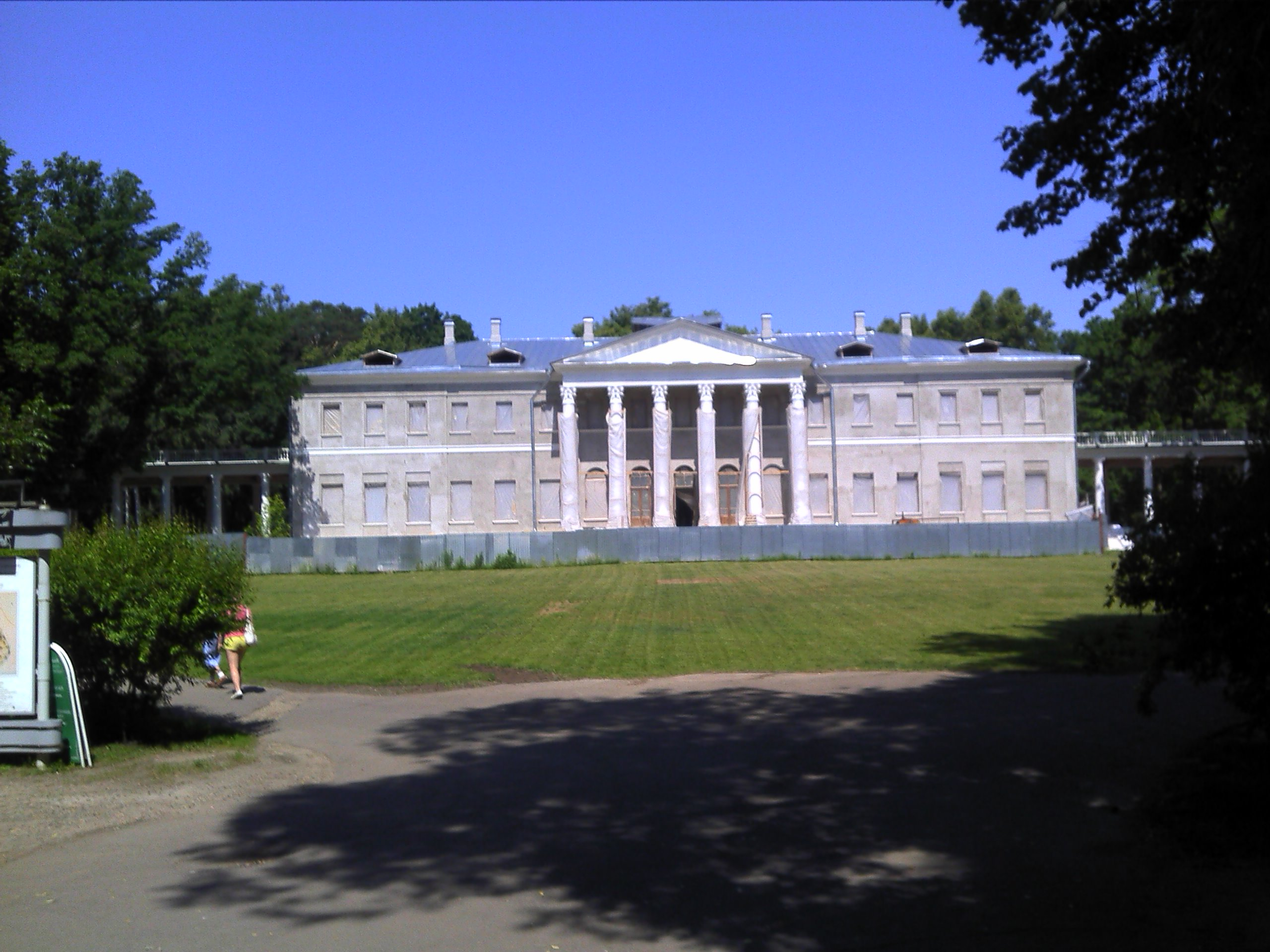
Музей-усадьба «Остафьево» во время реконструкции 2011 года

- Орден Святого Владимира 4-й степени с бантом (19.12.1812)
- Орден Святой Анны 2-й степени с императорской короной (09.04.1837)
- Орден Святого Станислава 1-й степени (06.12.1848)
- Орден Святой Анны 1-й степени (26.08.1856)
- Знак отличия беспорочной службы за XXX лет (1856)
- Орден Белого орла (1865)
- Орден Святого Александра Невского (17.04.1877)

Иностранные:
- Греческий орден Спасителя, командорский крест (1861)
- Орден Вюртембергской короны, большой крест (1875)
- Саксен-Веймарский орден Белого сокола, большой крест (1876)

## Семья
В 1811 году женился на княжне Вере Фёдоровне Гагариной (1790—1886). Брак оказался прочным, у Вяземских родилось восемь детей, однако, кроме одного сына, все они умерли раньше родителей — большей частью в детстве и юности от туберкулёза:
1. Андрей (29.09.1812, Вологда[17] — до 06.08.1814, Остафьево?, Москва?)
2. Мария (1813—1849), замужем за П. А. Валуевым
3. Дмитрий (1814—1817)
4. Прасковья (1817—1835)
5. Николай (1818—1825)
6. Павел (1820—1888)
7. Надежда (1822—1840)
8. Пётр (1823—1826)

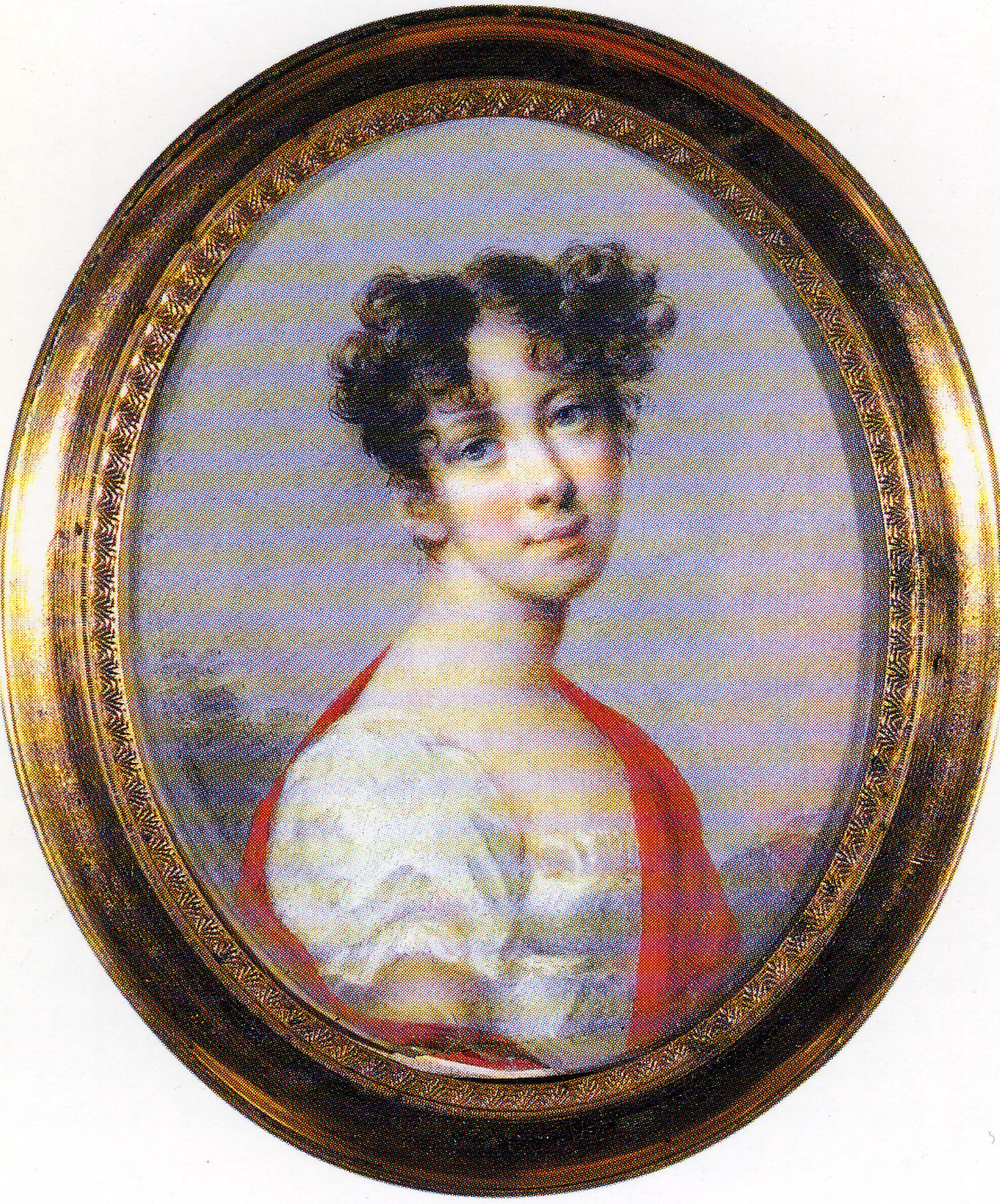
Вяземская, Вера Федоровна — жена
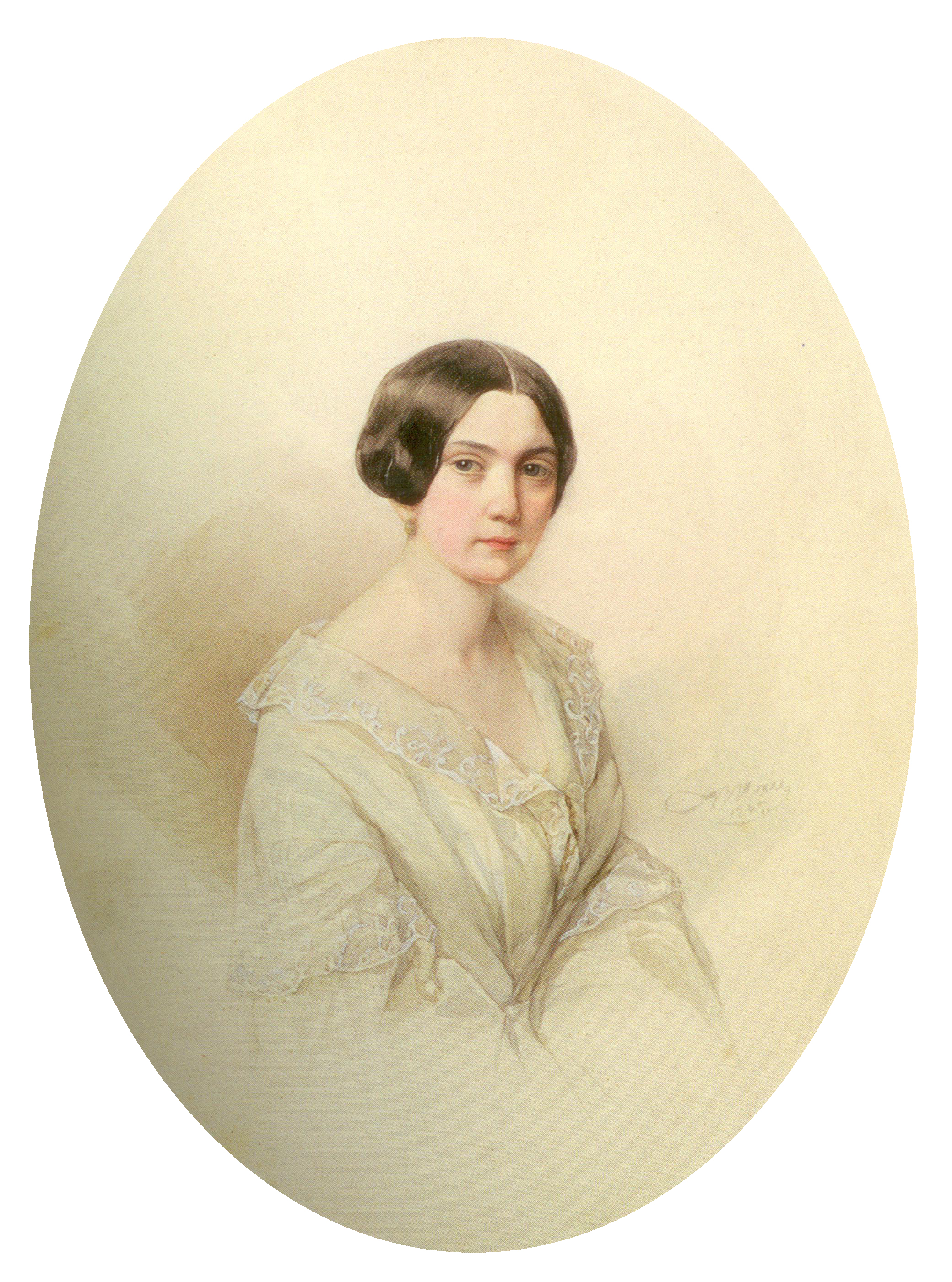
Валуева, Мария Петровна — старшая дочь
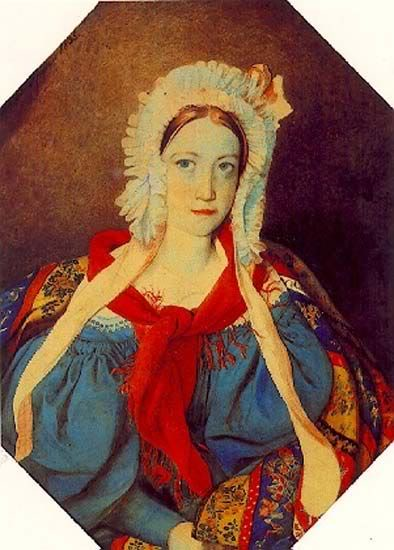
Вяземская, Прасковья Петровна — средняя дочь
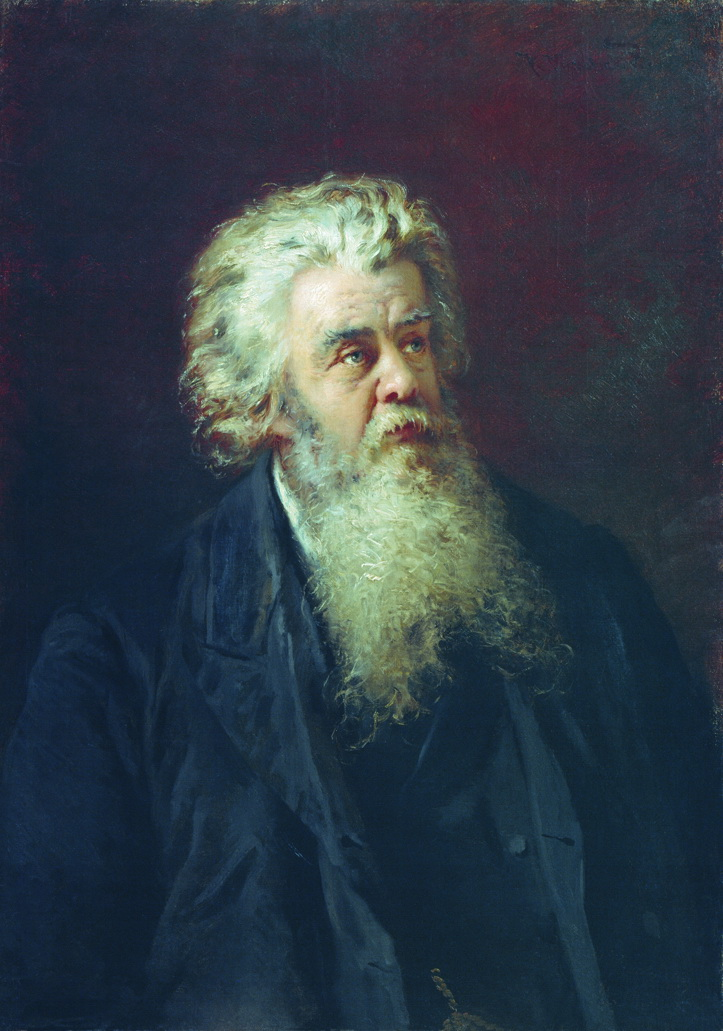
Вяземский, Павел Петрович — сын
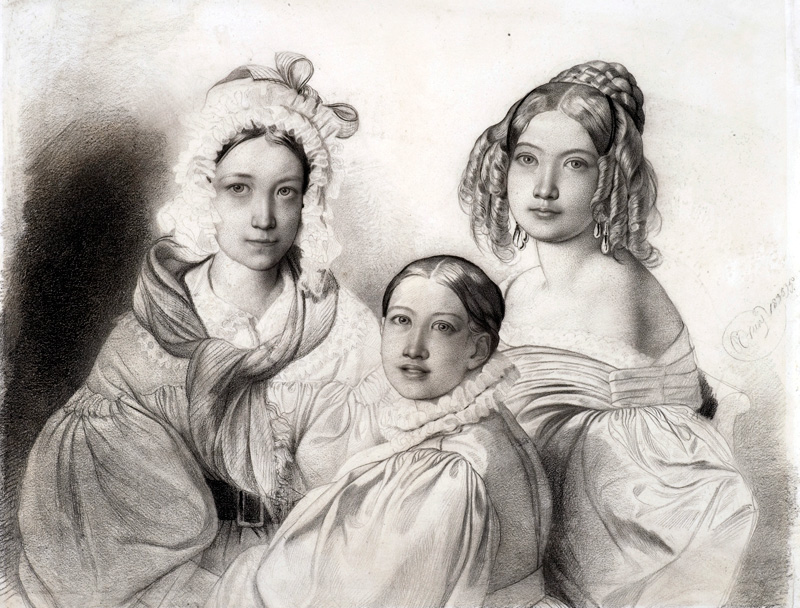
Три дочери: Прасковья, Надежда и Мария

## Адреса в Санкт-Петербурге

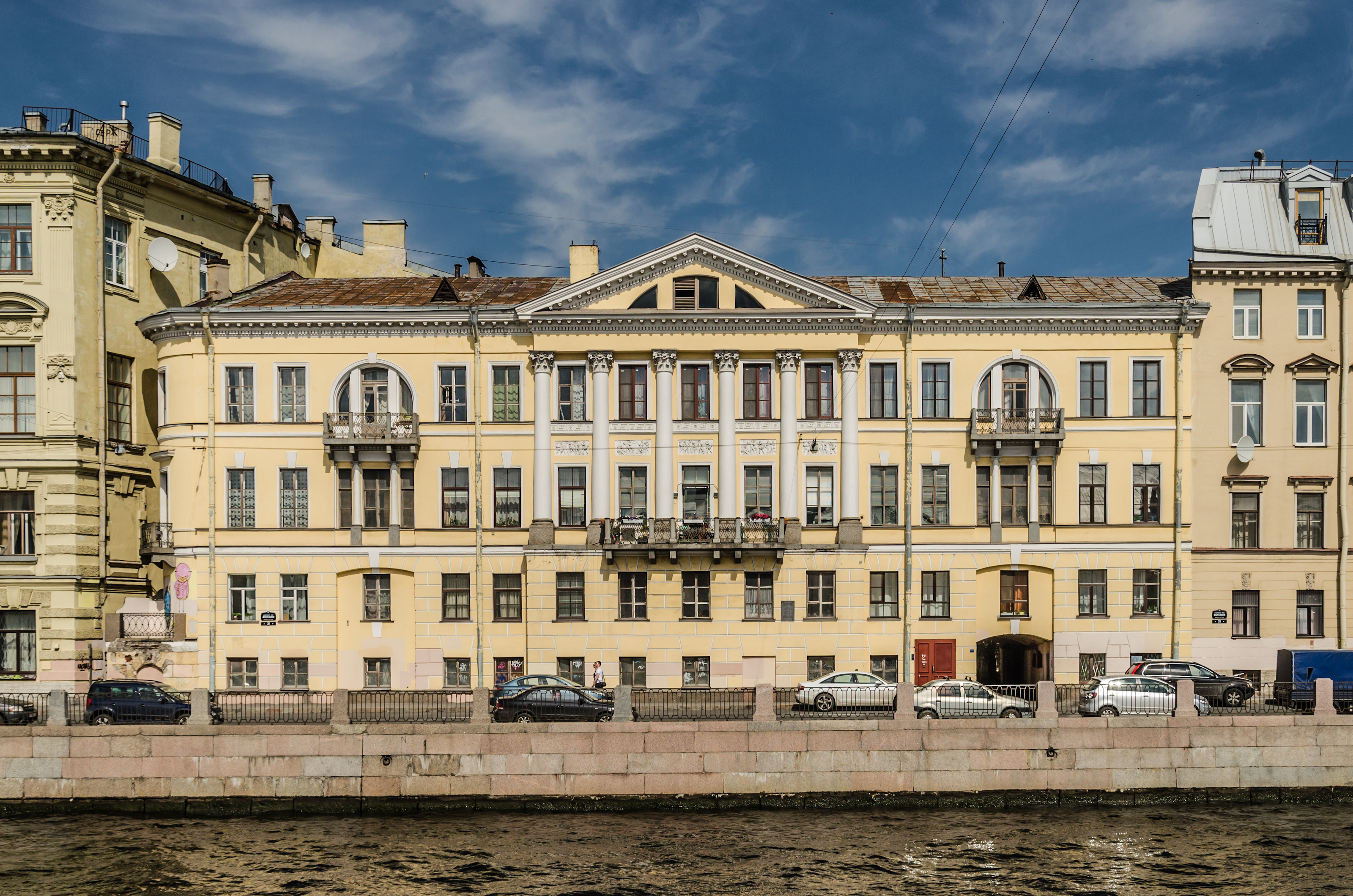
Дом Мижуева

- февраль—март 1816 года — дом Е. Ф. Муравьёвой — набережная реки Фонтанки, 25;
- февраль—июнь 1828 года — квартира Карамзиных в доходном доме Мижуева — Моховая улица, 41;
- март—июль 1830 года — доходный дом Мижуева — Моховая улица, 41;
- декабрь 1831—октябрь 1832 — доходный дом Мижуева — Моховая улица, 41;
- октябрь 1832—август 1834 — дом Баташова — Дворцовая набережная, 32 (ныне набережная Кутузова, 32);
- 1837 год — доходный дом Быченской — Моховая улица, 32;
- 1838—1839 — доходный дом И. Г. Лауферта — Большая Морская улица, 27;
- 1839—1843 — доходный дом Боровицкой — Литейный проспект, 8;
- 1844—1845 — дом Голицыной — Невский проспект, 60;
- 1867—1868 — набережная реки Мойки, 15;
- 1868—1869 — дом Абамелек-Лазарева — Большая Морская улица, 49.

## Память

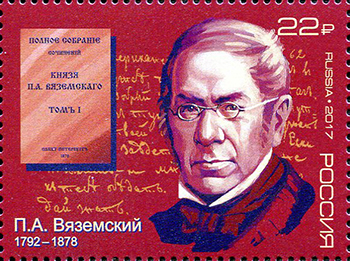
Почтовая марка России, 2017 год

- Памятник во дворе Дома Российского исторического общества на ул. Воронцово Поле в Москве (2019; скульптор Л. М. Баранов)[18]
- Памятник в имении Вяземских-Шереметевых Остафьево (1913, скульптор Терезия Вильгельмина Нассауская, архитектор Н. З. Панов)
- мемориальная доска в сквере Вяземского (2009, поселок городского типа Красное-на-Волге Красноселького района Костромской области)
- улица Вяземского (Пенза); с 1927 г. называлась Вяземской в честь Сызрано-Вяземской железной дороги, в конце 1950-х гг. получила имя поэта
- улица Вяземского (Сочи)
- улица и переулок Вяземского (Брянск)
- улица Вяземского (Макеевка, Украина)
- улица Вяземского (село Мещерское, Сердобский район, Пензенская область)
- улица Вяземского (село Петрово-Дальнее, Красногорский район, Московская область)
- улица и сквер Вяземского (Красное-на-Волге Красносельского района Костромской области); получили название в 2003 г.
- «Праздник П. А. Вяземского» и районный поэтический конкурс его имени с 2008 г. проводится в его костромском имении — поселке городского типа Красное-на-Волге Красносельского района Костромской области при поддержке губернатора Костромской области.

## Комментарии
1. ↑  В своих записных книжках Пётр Андреевич написал «Третьего дня обед у дяди, или брата, или племянника моего lieutenant Colonel O’Reilly and the duchess of Roxburghe (подполковника О’Рейли и герцогини Роксбург (англ.).) жены его. Мы не могли доискаться точно есть ли родство между нами, потому что фамилия O’Reilly [О’Рейли] разделена на много отраслей, но он обещал справиться, когда получит от меня дополнительные сведения, которые надеюсь отыскать в бумагах семейных, оставшихся в Остафьеве». (Речь идет об этой паре: Annual Register 1827 [Vol. 69] (p. 216): «Marriages. November, 14. At Chelsea, Harriet Duchess of Roxburghe, to maj. Walter Fred. O’Reilly, forth son of the late M. O’Reilly, of Thomastown Castle, county of Louth, esq.»)